# Multiprojektmanagement
Multiprojektmanagement ist nach DIN 69909 "organisatorischer und prozessualer Rahmen für das Management mehrerer einzelner Projekte. Das Multiprojektmanagement kann in Form von Programmen oder Projektportfolios organisiert werden. Dazu gehört insbesondere die Koordinierung mehrerer Projekte bezüglich ihrer Abhängigkeiten und gemeinsamer Ressourcen."
Multiprojektmanagement bewegt sich im Spannungsfeld zwischen operativen und strategischen Entscheidungen. Zum einen gilt es auf der strategischen Ebene das Projektportfolio „richtig“ zusammenzustellen und die „richtigen“ Schwerpunkte zu setzen; zum anderen sind die einzelnen Projekte auf der operativen Ebene wirtschaftlich abzuwickeln, Ressourcenkonflikte zu lösen und zeitliche Engpässe zu meistern. Ein Beispiel ist das Rollout eines  ERP-Systems in einem international agierenden Konzern: Die gleichzeitige Einführung an mehreren untereinander zusammengehörenden Standorten macht Multiprojektmanagement notwendig.
Die DIN 69909 für das Multiprojektmanagement – Management von Projektportfolios, Programmen und Projekten – wird von der GPM-Fachgruppe Normen im Projektmanagement erarbeitet und gepflegt. Die DIN 69909 harmoniert dabei mit der Norm für Einzelprojektmanagement DIN 69901 und DIN 69900. Des Weiteren wird regelmäßig ein Abgleich mit den internationalen Normen vorgenommen wie z. B. ISO 21500, ISO 21503, ISO 21504 oder der ISO 21505.
Der Begriff Multiprojektmanagement findet sich primär im deutschsprachigen Raum, außerhalb wird zumeist nur zwischen Programmmanagement und Projektportfoliomanagement unterschieden.

## Aspekte des Multiprojektmanagements
Multiprojektmanagement wird unterschieden in:
- Programmmanagement: Projekte in Programmen haben gemeinsame Ziele. Für Projektmanager ergeben sich daraus oft eine Vielzahl von Beschränkungen (z. B. terminlich, budgetbezogen, technisch), da ihre Projekte mit den anderen Projekten innerhalb des Programmes koordiniert werden müssen. Ein Programm kann betrieblichen Charakter oder Projektcharakter haben.

- Projektportfoliomanagement: Projekte in Portfolios konkurrieren oft um Ressourcen und um die Aufmerksamkeit des Managements. Das Management eines Projektportfolios hat immer betrieblichen Charakter.

## Strategisches Multiprojektmanagement
Ziele des strategischen Multiprojektmanagements sind:
- Auswahl der Projekte, die den höchsten Nutzen bringen
- Priorisierung der laufenden Projekte
- Sicherstellung eines ausgewogenen Projektportfolios (z. B. nach ISO 21504) bezüglich des Risikos (siehe auch Risikomanagement)
- Aufzeigen der Auswirkungen von Planänderungen
- Einhaltung der Projekt Governance ISO 21505

Mögliche Methoden dabei sind:
- Bewertung der Projekte nach den Kriterien „Attraktivität“ und „Risiko“
- Projektauswahl nach „Strategischer Bedeutung“ und „Dringlichkeit“
- Paarvergleich der einzelnen Projekte bzgl. definierter Kriterien
- Beeinflussungsmatrix der Projekte untereinander
- Korrelationsanalyse

## Operatives Multiprojektmanagement
Operatives Multiprojektmanagement bedeutet übergreifende Projektmanagement-Aktivitäten, übergreifendes Controlling in Termin- und Kapazitätsplanung (Regelung des Zugriffs mehrerer Projekte auf gemeinsame Ressourcen), übergreifendes Berichtswesen und Wissensmanagement, Standardisierung von Projektabläufen, einheitliches Qualitätsmanagement und Projektbewertung. Es kann von einem Traffic Manager vorgenommen werden.
In der Praxis hat sich Critical-Chain-Projektmanagement in seiner Ausprägung als Multiprojektmanagement-Methodologie bewährt. Critical-Chain-Projektmanagement adressiert hierbei vor allem die Vermeidung von Multitasking durch Staffelung der Projekte am Engpass und die Absicherung der Termine durch gezieltes Puffermanagement. Das Puffermanagement beinhaltet auch gleichzeitig das Projekt- und Portfoliocontrolling.